# Prehistorik
Prehistorik är ett plattformsspel utvecklat och utgivet av Titus Interactive 1991 till Amiga, Atari ST, Amstrad CPC och DOS.

## Handling
Huvudfiguren är en neandertalmänniska beväpnad med en knölpåk. För att få mat måste han skada dinosaurier och andra djur, även om mat också kan hittas i grottor.  Vissa fiender kan inte besegras, utan han kan enbart ducka för att undvika dem. Var och en av de sju nivåerna avslutas med en bossfight.

### Fotnoter
1. ↑  ”Prehistorik” (på engelska). Mobygames. 14 mars 1991. http://www.mobygames.com/game/prehistorik. Läst 15 maj 2014.